# Reteporella antennata
Reteporella antennata is een mosdiertjessoort uit de familie van de Phidoloporidae. De wetenschappelijke naam van de soort is voor het eerst geldig gepubliceerd in 2011 door Ramalho, Muricy & Taylor.